# Orden Civil de la Solidaridad Social
La Orden Civil de la Solidaridad Social es una distinción que se concede en reconocimiento a las personas que se hayan distinguido en la promoción o desarrollo de actividades y servicios relacionados con la solidaridad y la acción social, que hayan supuesto un beneficio al bienestar social. Es otorgada por el Ministerio de Sanidad, Servicios Sociales e Igualdad de España y entregada por la Reina de España en el Palacio de la Zarzuela.

## Categorías
- Gran-Cruz. Lleva anexo el tratamiento de Excelencia o Excelentísimo o Excelentísima o Excelentísimo Señor o Excelentísima Señora.
- Cruz de Oro
- Cruz de Plata

## Historia
La Orden Civil de la Solidaridad Social fue aprobada el 17 de abril de 1989, en sustitución de la antigua Orden Civil de la Beneficencia. Según el artículo 1º de su reglamento:

La Orden Civil de la Solidaridad Social se concede en reconocimiento a las personas físicas, o jurídicas, nacionales o extranjeras, que se hayan distinguido de modo extraordinario en la promoción o desarrollo de actividades y servicios relacionados con la acción social que haya redundado en beneficio del bienestar social.

Está regulada por el Real Decreto 407/1988, de 22 de abril. La Cruz de la Orden Civil de la Solidaridad Social está considerada tanto a nivel nacional como internacional un reconocimiento al trabajo desinteresado en apoyo de los marginados o necesitados. Las propuestas pueden ser realizadas por las comunidades autónomas o juntas locales, y el consejo que decide la asignación de la condecoración está compuesto por:
- El titular del Ministerio de Trabajo y Asuntos Sociales (Actualmente Ministerio de Trabajo y Economía Social)
- La Secretaría General de Asuntos Sociales.
- El Director/a General del Instituto de la Juventud, el Director/a General del Instituto de la Mujer, el Director/a General de Migraciones y Servicios Sociales, el Director/a General de Ordenación de las Migraciones y el Director/a General de Acción Social, del Menor y de la Familia.
- Un funcionario adscrito al Departamento, designado por el ministro entre quienes desempeñen puestos de Subdirector general o asimilado.

## Miembros
Son miembros de esta Orden, en alguna de las tres categorías:
- Asociación Casa de Beneficencia de Valladolid (2018).
- Miguel Ángel García Oca (2014).[4]
- Sergi Rodríguez López-Ros (2014)
- Policía Local de Lorca (2011)
- Bomberos de la Región de Murcia (2011).[5]
- Pascual Durá Irles del buque Nuestra Madre Loreto (2009)
- Solidaridad Intergeneracional (2008)[6]
- Esther Koplowitz (2008)[7]
- ASPRONA (2007)
- Cáritas de Astorga (2007)[7]
- Fundación ONCE (2007)[8]
- Elisabeth Eidenbenz (2006)
- Pedro Puente (2006)
- Fundación Vinjoy (2005)
- Plataforma de Organizaciones de Infancia (2005)[9]
- Enrique Figaredo Alvargonzález (2004)
- Josep Carreras (2004)
- Fundación Bobath (2004)
- Cooperación internacional ONG (2004)
- Sociedad de San Vicente de Paúl (2003)[10]
- Cruz Roja Española (2003)[10]
- Ramón Calsapeu i Cantó de Brun i Roca (2003)
- Vicente Ferrer (2002)
- Dominique Lapierre (2002)
- Rafael Peralta Pineda (2002)
- Fundación Yehudi Menuhin (2003)
- Joaquín Ruiz-Giménez (1998)
- UNICEF (1990)
- Mensajeros de la Paz
- Joaquín Rodrigo (1996)
- Voluntarios Olímpicos JJ. OO. Barcelona 92 (1992)
- Juan María Bandrés (1988)

## Desposesión de distinciones
El agraciado con cualesquiera de las categorías que haya sido sentenciado por la comisión de un delito doloso o pública y notoriamente haya incurrido en actos contrario a las razones determinantes de la concesión de la distinción podrá, en virtud de expediente iniciado de oficio o por denuncia motivada, y con intervención del Fiscal de la Real Orden, ser desposeído del título correspondiente a la distinción concedida, decisión que corresponde a quien la otorgó.